# Jan Ceulemans
Jan Ceulemans (Lier, 28 febbraio 1957) è un ex calciatore e allenatore di calcio belga, di ruolo centrocampista.
Considerato uno dei calciatori belgi più forti di tutti i tempi e, da alcuni, il migliore nella storia del calcio, è ricordato specialmente per la sua lunga militanza al Club Bruges, con cui dal 1978 al 1992 vinse cinque campionati, due Coppe del Belgio e cinque Supercoppe nazionali. La prima parte della sua carriera agonistica, che convenzionalmente viene collocata fra i tardi anni settanta e i primi anni novanta, lo ha visto protagonista in un contesto storicamente significativo per il calcio europeo, che gli consentì di espandere la sua fama oltre i confini nazionali, soprattutto in corrispondenza della sua partecipazione alle competizioni UEFA per club, ed è definito il giocatore simbolo della sua squadra di appartenenza.
Con la nazionale belga partecipò a tre edizioni dei campionati del mondo: Spagna 1982, Messico 1986 e Italia 1990, e a due Coppe d'Europa nel 1980 e nel 1984. In virtù di giocatore più rappresentativo del suo Paese, nel marzo 2004 è stato inserito nel FIFA 100, la lista stilata per la FIFA da Pelé, che riunisce i 125 più grandi calciatori viventi. È il terzo maggior cannoniere nella storia del Club Brugge e il secondo calciatore per numero di presenze con la propria selezione nazionale con 96 apparizioni È inoltre il miglior marcatore nella storia del derby di Bruges, con 12 gol.

## Caratteristiche tecniche

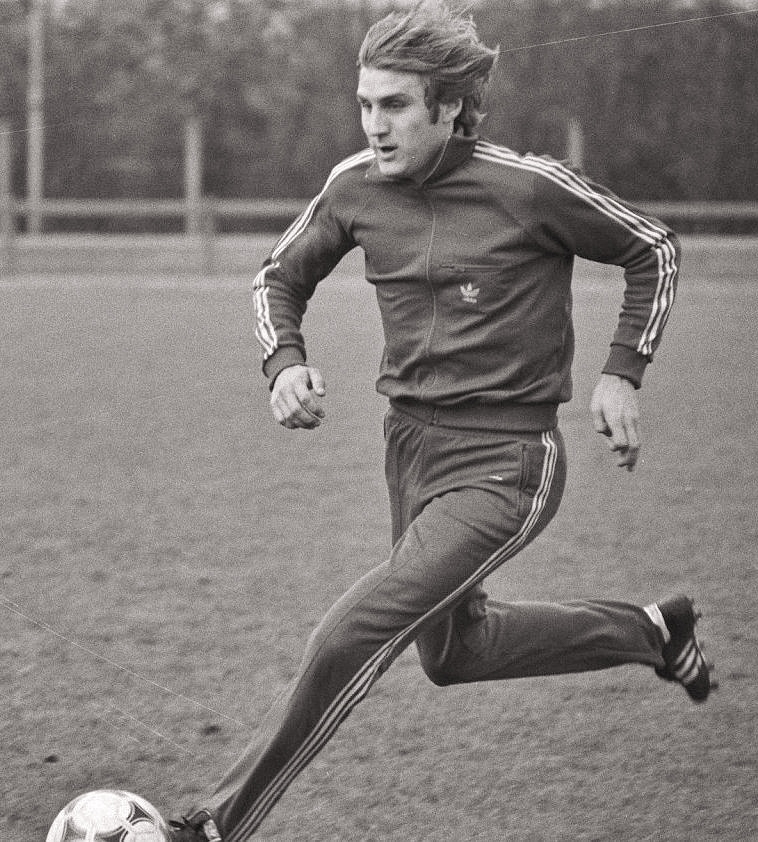
Ceulemans in allenamento con il compagno Ludo Coeck il 18 novembre 1980 durante un ritiro della Nazionale belga.

Ceulemans era un calciatore completo, moderno della concezione del gioco; saltuariamente impostato come seconda punta, egli ebbe infatti il merito di ampliare largamente i compiti tradizionalmente attribuiti agli attaccanti, combinandoli con successo ai tratti atipici del playmaker difensivo. Nato come centrocampista centrale, fu uno dei massimi specialisti nel ruolo del jolly offensivo in virtù delle eccellenti doti balistiche sviluppate nella sperimentazione di più ruoli, come l'ala, il trequartista e il finto centravanti.
Abilissimo nei movimenti, era dotato di estro ed imprevedibilità. Bravissimo nel contropiede e nel dribbling disponeva di un fisico robusto che lo facilitava nel reggere l'urto con i diretti avversari, potendo anche superarli con poderose azioni personali. Incline a calciare preferibilmente con il sinistro, era un ottimo costruttore di gioco e buon finalizzatore supportato da un'eccellente elevazione, qualità che esprimeva maggiormente con intelligenti inserimenti in area, difficilmente letti dalle difese avversarie.

## Carriera

### Giocatore

#### Club
Nato a Liers, cittadina delle Fiandre in provincia di Anversa, Jan Ceulemans mosse i suoi primi passi nel mondo del calcio dietro le file giovanili del Koninklijke Lierse, facendo emergere il suo grande talento all'età di dieci anni; successivamente fu ammesso in prima squadra, venendo impostato alternativamente come seconda punta e trequartista. A soli 21 anni e con alle spalle ben 110 presenze da professionista, ricevette l'offerta del Club Bruges, rimasto colpito dalle prestazioni sfoggiate in campionato e dalle 39 reti nelle suddette apparizioni.
La squadra nerazzurra tornò al successo un anno dopo il suo arrivo, distanziando lo Standard Liège - all'epoca squadra della Pro League maggiormente accreditata alla vittoria finale del titolo; tale successo rappresentò il primo di ben quattro affermazioni consecutive con la popolare compagine belga, cui si susseguirono due Coppe del Belgio e cinque Supercoppe Nazionali. Sebbene fosse annoverato tra i talenti più promettenti della sua generazione, fino all'età di 25 anni non seppe affermarsi in alcuna competizione al di fuori dei confini belgi, difettando nel suo ampio palmarès la presenza di un trofeo internazionale; con il Club Bruges partecipò a modeste apparizioni nelle Coppe Europee, inframezzate fra eliminazioni ai primi turni in UEFA Champions League e in Europa League. Esordì nella massima competizione europea il 13 settembre 1978, contro il Wisła Kraków, partita nella quale Ceulemans si rende autore della rete del definitivo 2-1. Si ripete anche al ritorno in Polonia, dove tuttavia la squadra di Cracovia ribalta il risultato scaturito ad Anversa, eliminando di fatto la squadra ospite (3-1). Nonostante la squadra non fosse altamente competitiva nel contesto europeo, il Club Bruges riesce comunque ad approdare in semifinale della Coppa UEFA 1987-1988, trascinata proprio dal giovane centravanti, resosi protagonista di giocate di pregevole fattura e realizzazione di gol pesanti. Il primo contro la Stella Rossa, dove i bluneri vinsero il ritorno con un secco 4-0, seguito dalla goleada inflitta al Borussia Dortmund (5-0), a seguito della sconfitta per 3-0 in Germania; è proprio Ceulemans ad aprire le marcature dell'incontro.
L'avventura in Coppa UEFA viene prematuramente interrotta dall'Espanyol, che nella partita di ritorno al Camp Nou piega 3-0 la compagine belga che nel match precedente si era imposta 2-0. Successivamente all'ennesima semifinale persa nella Coppa delle Coppe nella stagione 1991-1992 per mano dell'Werder Brema non vi sono da segnalare particolari soddisfazioni personali a livello europeo, in controtendenza ai risultati conseguiti in patria e ad una rosa di discreto livello. Si dimostra inoltre estremamente fedele ai colori della propria maglia, non prendendo in considerazione le invitanti offerte provenienti dai maggiori campionati europei. Nell'estate del 1980 l'ambizioso Milan, retrocesso in Serie B in seguito allo scandalo italiano del calcioscommesse, tentò di ingaggiare il giocatore, trovando persino un accordo con lui e il Bruges; nel momento in cui tutto sembrava definito, tuttavia, Ceulemans cambiò idea e rifiutò il trasferimento: stando a voci mai confermate, sarebbe stata la madre del giocatore a convincerlo a non andare in Italia.
Ceulemans chiuse la carriera ai Blauw en Zwart con un totale complessivo di 191 reti realizzate in 407 apparizioni, divenendo di fatto uno dei giocatori più prolifici nell'intera storia del club.

#### Nazionale maggiore

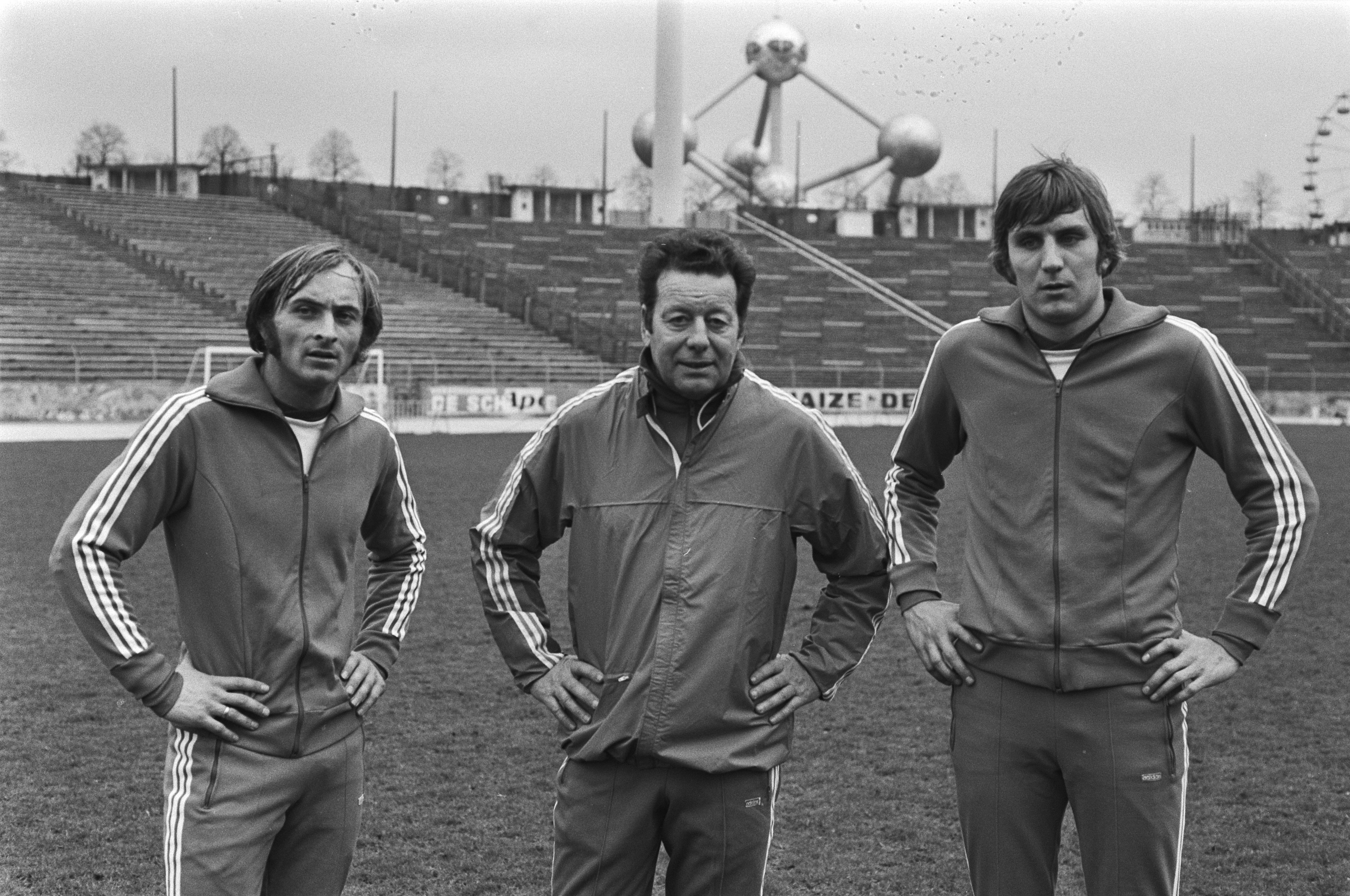
Da sinistra a destra: l'attaccante Roger Van Gool, il commissario tecnico Guy Thys e Jan Ceulemans in allenamento con la rappresentativa belga.

Il 12 dicembre 1976, all'età di 19 anni e 256 giorni riceve la sua prima convocazione in nazionale maggiore da parte del CT Guy Thys in vista delle partite di qualificazione alla Coppa del Mondo 1978 in Argentina; tuttavia, la rassegna in cui Ceulemans impresse maggior peso fu durante l'Europeo 1980 in Italia. La squadra allenata da Thys poteva vantare nel suo organico grandi nomi del calibro di Jean-Marie Pfaff, Julien Cools, François Van der Elst ed Erwin Vandenbergh; nello specifico, proprio per la grande qualità tecnica vigente all'interno della formazione designata per la rassegna continentale è tutt'oggi ritenuta da molti esperti come una delle nazionali belghe più forti di tutti i tempi. Esordisce il 26 marzo 1977 nella partita casalinga contro i Paesi Bassi persa 2-0; realizza invece la sua prima rete con la maglia dei Red Devils il 6 maggio 1980 fissando il risultato dell'amichevole con la Romania sul definitivo 2-1. Il 2 giugno seguente, prima della partenza per gli Europei, mette a segno una doppietta ai danni del Perù, con cui i belgi pareggiano 2-2 nella trasferta di Lima.
Confermato titolare inamovibile della formazione di Thys, rispetto allo stile di gioco mantenuto in campionato con il Club Bruges, viene impostato in pianta stabile come centravanti; a conferma di tutto ciò, il Belgio vince il proprio girone, pareggiando contro gli inglesi - contro cui Ceulemans risponde alla rete del vantaggio di Ray Wilkins dopo tre minuti, i padroni di casa dell'Italia e battendo a sorpresa la Spagna (2-1). Nella finale disputatasi il 22 giugno allo Stadio Olimpico di Roma la rivale d'affrontare è la temutissima Germania Ovest, che si impone per 2-1 con il gol tedesco di Horst Hrubesch arrivato a due minuti dal fischio finale. Sebbene i Diavoli Rossi fossero usciti sconfitti, la finale rappresenta ancora oggi il miglior risultato conseguito nella Coppa d'Europa; inoltre, il fatto di essere stati eliminati in extremis dalla squadra alla vigilia candidata alla vincita del trofeo, trasmise alla squadra belga un forte senso di orgoglio e soddisfazione.

Ceulemans in azione con la maglia dei Diavoli Rossi, inseguito dal tedesco Förster durante la finale degli Europei 1980.

Il 13 giugno 1982 Ceulemans fa il suo esordio al Mondiale di Spagna 1982, nella prima partita ai gironi contro i campioni in carica dell'Argentina. Il tecnico Guy Thys, che aveva fatto del catenaccio e contropiede l'arma principale di gioco, imbrigliò le iniziative di Diego Armando Maradona, bloccandogli i punti di riferimento, e al momento giusto colpì; fu così che il Belgio vinse sorprendentemente per 1-0 con un gol di Vandenbergh realizzato a tu per tu con il portiere avversario. Dopo aver superato il fanalino di coda di El Salvador con il medesimo risultato, i Diavoli Rossi furono piegati per 3-0 dalla Polonia e le belle prove mostrate in precedenza furono spazzate via con la precoce eliminazione dall'Unione Sovietica, contro la quale i belgi resistettero a lungo, contribuendo all'uscita di scena degli stessi sovietici, traditi dalla peggior differenza reti nei confronti dei polacchi. Ancora più sfortunata fu la spedizione all'Europeo di Francia 1984, in cui la compagine belga non riuscì a vincere il suo girone, subendo inoltre un'umiliante 5-0 dai futuri campioni della Francia; per Ceulemans vi fu la parziale soddisfazione di aver realizzato il suo primo gol nella fase finale di una Coppa d'Europa, nel 2-3 contro la Danimarca.
Al Mondiale del 1986 in Messico la nazionale belga ottiene il secondo miglior piazzamento ai Mondiali della propria storia. Il fantasista del Bruges arrivò all'appuntamento mondiale nel suo miglior stato di forma e all'età di 29 anni fu insignito per la prima volta del ruolo di capitano. Dopo aver superato a fatica il primo turno come una delle migliori terze (perdendo 2-1 contro i padroni di casa messicani, vinto 2-1 sull'Iraq e pareggiato 2-2 col Paraguay) i Diavoli Rossi batterono agli ottavi l'Unione Sovietica dopo i tempi supplementari in un rocambolesco 4-3, superarono la Spagna ai tiri di rigore ai quarti (1-1 alla fine dei tempi supplementari) e si fermarono in semifinale, sconfitti per 2-0 proprio dai futuri campioni dell'Argentina guidati da Diego Armando Maradona, autore della doppietta decisiva. Il Belgio perse poi anche contro la Francia (4-2 dopo i supplementari) nella finale per il terzo posto. Per il giovane talento del Club Bruges si chiuse un Mondiale da protagonista, impreziosito da tre reti e da prestazioni che attirarono su di lui le lodi della stampa specializzata. Saltato l'Europeo del 1988 a causa di un disastroso girone di qualificazione (in cui il Belgio non riuscì neanche ad aggiudicarsi la prima posizione contro squadre largamente abbordabili come Bulgaria, Scozia, Irlanda e Lussemburgo), Ceulemans ebbe l'ultima occasione di vincere con la propria nazionale al Mondiale di Italia '90.
Inserita nel Gruppo E con Spagna, Uruguay e Corea del Sud, la rappresentativa belga chiuse il girone al secondo posto, soprattutto grazie alla rete di Ceulemans nel 3-1 contro i sudamericani. Agli ottavi la squadra da affrontare fu l'Inghilterra, che ottenne la qualificazione al 119º minuto di gioco con un gol di David Platt. Con la fine del Mondiale italiano si chiuse il rapporto di Ceulemans con la nazionale, di cui resta primatista di presenze con 96 partite giocate e 23 gol realizzati.

### Allenatore
Conclusasi la parentesi da giocatore in seguito ad un infortunio al ginocchio destro causato da un violento scontro con l'attaccante Iván Zamorano nell'amichevole contro il Cile, Ceulemans divenne dirigente sportivo dell'Endracht Aalst, con cui raggiunse la promozione in Prima Divisione e la qualificazione diretta al turno preliminare di UEFA Europa League nel 1992. Conseguì il medesimo successo con il Koninklijke Westerlo nel 1998, mentre nel 2005, dopo 13 anni, fece il suo ritorno al Club Bruges come allenatore, ottenendo però scarsi risultati in campionato; dopo aver guidato l'Endracht Aalst nella stagione 2007-2008, si ritirò a vita privata a Kessel, località nella provincia di Limburgo, dove risiede attualmente.

## Statistiche
Tra club, nazionale maggiore e giovanili, Ceulemans ha giocato globalmente 613 partite segnando 253 reti, alla media di 0,41 gol a partita.

### Cronologia presenze e reti in nazionale
| Cronologia completa delle presenze e delle reti in nazionale ― Belgio | Cronologia completa delle presenze e delle reti in nazionale ― Belgio | Cronologia completa delle presenze e delle reti in nazionale ― Belgio | Cronologia completa delle presenze e delle reti in nazionale ― Belgio | Cronologia completa delle presenze e delle reti in nazionale ― Belgio | Cronologia completa delle presenze e delle reti in nazionale ― Belgio | Cronologia completa delle presenze e delle reti in nazionale ― Belgio | Cronologia completa delle presenze e delle reti in nazionale ― Belgio |
| Data                                                                  | Città                                                                 | In casa                                                               | Risultato                                                             | Ospiti                                                                | Competizione                                                          | Reti                                                                  | Note                                                                  |
| --------------------------------------------------------------------- | --------------------------------------------------------------------- | --------------------------------------------------------------------- | --------------------------------------------------------------------- | --------------------------------------------------------------------- | --------------------------------------------------------------------- | --------------------------------------------------------------------- | --------------------------------------------------------------------- |
| 26-3-1977                                                             | Anversa                                                               | Belgio                                                                | 0 – 2                                                                 | Paesi Bassi                                                           | Qual. Mondiali 1978                                                   | -                                                                     |                                                                       |
| 3-9-1977                                                              | Bruxelles                                                             | Belgio                                                                | 4 – 0                                                                 | Islanda                                                               | Qual. Mondiali 1978                                                   | -                                                                     |                                                                       |
| 16-11-1977                                                            | Belfast                                                               | Irlanda del Nord                                                      | 3 – 0                                                                 | Belgio                                                                | Qual. Mondiali 1978                                                   | -                                                                     |                                                                       |
| 11-10-1978                                                            | Lisbona                                                               | Portogallo                                                            | 1 – 1                                                                 | Belgio                                                                | Qual. Euro 1980                                                       | -                                                                     |                                                                       |
| 15-11-1978                                                            | Tel Aviv                                                              | Israele                                                               | 1 – 0                                                                 | Belgio                                                                | Amichevole                                                            | -                                                                     |                                                                       |
| 12-9-1979                                                             | Oslo                                                                  | Norvegia                                                              | 1 – 2                                                                 | Belgio                                                                | Qual. Euro 1980                                                       | -                                                                     |                                                                       |
| 26-9-1979                                                             | Rotterdam                                                             | Paesi Bassi                                                           | 1 – 0                                                                 | Belgio                                                                | Amichevole                                                            | -                                                                     |                                                                       |
| 17-10-1979                                                            | Bruxelles                                                             | Belgio                                                                | 2 – 0                                                                 | Portogallo                                                            | Qual. Euro 1980                                                       | -                                                                     |                                                                       |
| 21-11-1979                                                            | Bruxelles                                                             | Belgio                                                                | 2 – 0                                                                 | Scozia                                                                | Qual. Euro 1980                                                       | -                                                                     |                                                                       |
| 19-12-1979                                                            | Glasgow                                                               | Scozia                                                                | 1 – 3                                                                 | Belgio                                                                | Qual. Euro 1980                                                       | -                                                                     |                                                                       |
| 27-2-1980                                                             | Bruxelles                                                             | Belgio                                                                | 5 – 0                                                                 | Lussemburgo                                                           | Amichevole                                                            | -                                                                     |                                                                       |
| 18-3-1980                                                             | Bruxelles                                                             | Belgio                                                                | 2 – 0                                                                 | Uruguay                                                               | Amichevole                                                            | -                                                                     |                                                                       |
| 2-4-1980                                                              | Bruxelles                                                             | Belgio                                                                | 2 – 1                                                                 | Polonia                                                               | Amichevole                                                            | -                                                                     |                                                                       |
| 6-6-1980                                                              | Bruxelles                                                             | Belgio                                                                | 2 – 1                                                                 | Romania                                                               | Amichevole                                                            | 1                                                                     |                                                                       |
| 12-6-1980                                                             | Torino                                                                | Inghilterra                                                           | 1 – 1                                                                 | Belgio                                                                | Euro 1980 - 1º turno                                                  | 1                                                                     |                                                                       |
| 15-6-1980                                                             | Milano                                                                | Belgio                                                                | 2 – 1                                                                 | Spagna                                                                | Euro 1980 - 1º turno                                                  | -                                                                     |                                                                       |
| 18-6-1980                                                             | Roma                                                                  | Italia                                                                | 0 – 0                                                                 | Belgio                                                                | Euro 1980 - 1º turno                                                  | -                                                                     |                                                                       |
| 22-6-1980                                                             | Roma                                                                  | Belgio                                                                | 1 – 2                                                                 | Germania Ovest                                                        | Euro 1980 - Finale                                                    | -                                                                     |                                                                       |
| 15-10-1980                                                            | Dublino                                                               | Irlanda                                                               | 1 – 1                                                                 | Belgio                                                                | Qual. Mondiali 1982                                                   | -                                                                     |                                                                       |
| 19-11-1980                                                            | Bruxelles                                                             | Belgio                                                                | 1 – 0                                                                 | Paesi Bassi                                                           | Qual. Mondiali 1982                                                   | -                                                                     |                                                                       |
| 21-12-1980                                                            | Nicosia                                                               | Cipro                                                                 | 0 – 2                                                                 | Belgio                                                                | Qual. Mondiali 1982                                                   | 1                                                                     |                                                                       |
| 18-2-1981                                                             | Bruxelles                                                             | Belgio                                                                | 3 – 2                                                                 | Cipro                                                                 | Qual. Mondiali 1982                                                   | 1                                                                     |                                                                       |
| 25-3-1981                                                             | Bruxelles                                                             | Belgio                                                                | 1 – 0                                                                 | Irlanda                                                               | Qual. Mondiali 1982                                                   | 1                                                                     |                                                                       |
| 29-4-1981                                                             | Parigi                                                                | Francia                                                               | 3 – 2                                                                 | Belgio                                                                | Qual. Mondiali 1982                                                   | 1                                                                     |                                                                       |
| 9-9-1981                                                              | Bruxelles                                                             | Belgio                                                                | 2 – 0                                                                 | Francia                                                               | Qual. Mondiali 1982                                                   | -                                                                     |                                                                       |
| 16-12-1981                                                            | Valencia                                                              | Spagna                                                                | 2 – 0                                                                 | Belgio                                                                | Amichevole                                                            | -                                                                     |                                                                       |
| 28-4-1982                                                             | Bruxelles                                                             | Belgio                                                                | 2 – 1                                                                 | Bulgaria                                                              | Amichevole                                                            | -                                                                     |                                                                       |
| 27-5-1982                                                             | Copenaghen                                                            | Danimarca                                                             | 1 – 0                                                                 | Belgio                                                                | Amichevole                                                            | -                                                                     |                                                                       |
| 13-6-1982                                                             | Barcellona                                                            | Argentina                                                             | 0 – 1                                                                 | Belgio                                                                | Mondiali 1982 - 1º turno                                              | -                                                                     |                                                                       |
| 19-6-1982                                                             | Elche                                                                 | Belgio                                                                | 1 – 0                                                                 | El Salvador                                                           | Mondiali 1982 - 1º turno                                              | -                                                                     |                                                                       |
| 22-6-1982                                                             | Elche                                                                 | Ungheria                                                              | 1 – 1                                                                 | Belgio                                                                | Mondiali 1982 - 1º turno                                              | -                                                                     |                                                                       |
| 28-6-1982                                                             | Barcellona                                                            | Polonia                                                               | 3 – 0                                                                 | Belgio                                                                | Mondiali 1982 - 2º turno                                              | -                                                                     |                                                                       |
| 1-7-1982                                                              | Barcellona                                                            | Belgio                                                                | 0 – 1                                                                 | Unione Sovietica                                                      | Mondiali 1982 - 2º turno                                              | -                                                                     |                                                                       |
| 22-9-1982                                                             | Monaco di Baviera                                                     | Germania Ovest                                                        | 0 – 0                                                                 | Belgio                                                                | Amichevole                                                            | -                                                                     |                                                                       |
| 6-10-1982                                                             | Bruxelles                                                             | Belgio                                                                | 3 – 0                                                                 | Svizzera                                                              | Qual. Euro 1984                                                       | -                                                                     |                                                                       |
| 15-12-1982                                                            | Bruxelles                                                             | Belgio                                                                | 3 – 2                                                                 | Scozia                                                                | Qual. Euro 1984                                                       | -                                                                     |                                                                       |
| 30-3-1983                                                             | Lipsia                                                                | Germania Est                                                          | 1 – 2                                                                 | Belgio                                                                | Qual. Euro 1984                                                       | -                                                                     |                                                                       |
| 27-4-1983                                                             | Bruxelles                                                             | Belgio                                                                | 2 – 1                                                                 | Germania Est                                                          | Qual. Euro 1984                                                       | 1                                                                     |                                                                       |
| 21-9-1983                                                             | Bruxelles                                                             | Belgio                                                                | 1 – 1                                                                 | Paesi Bassi                                                           | Amichevole                                                            | -                                                                     |                                                                       |
| 12-10-1983                                                            | Glasgow                                                               | Scozia                                                                | 1 – 1                                                                 | Belgio                                                                | Qual. Euro 1984                                                       | -                                                                     |                                                                       |
| 9-11-1983                                                             | Berna                                                                 | Svizzera                                                              | 3 – 1                                                                 | Belgio                                                                | Qual. Euro 1984                                                       | -                                                                     |                                                                       |
| 29-2-1984                                                             | Bruxelles                                                             | Belgio                                                                | 0 – 1                                                                 | Germania Ovest                                                        | Amichevole                                                            | -                                                                     |                                                                       |
| 6-6-1984                                                              | Bruxelles                                                             | Belgio                                                                | 2 – 2                                                                 | Ungheria                                                              | Amichevole                                                            | 2                                                                     |                                                                       |
| 13-6-1984                                                             | Lens                                                                  | Jugoslavia                                                            | 0 – 2                                                                 | Belgio                                                                | Euro 1984 - 1º turno                                                  | -                                                                     | cap.                                                                  |
| 16-6-1984                                                             | Nantes                                                                | Francia                                                               | 5 – 0                                                                 | Belgio                                                                | Euro 1984 - 1º turno                                                  | -                                                                     | cap.                                                                  |
| 19-6-1984                                                             | Strasburgo                                                            | Belgio                                                                | 2 – 3                                                                 | Danimarca                                                             | Euro 1984 - 1º turno                                                  | 1                                                                     | cap.                                                                  |
| 5-9-1984                                                              | Bruxelles                                                             | Belgio                                                                | 0 – 2                                                                 | Argentina                                                             | Amichevole                                                            | -                                                                     | cap.                                                                  |
| 19-12-1984                                                            | Atene                                                                 | Grecia                                                                | 0 – 0                                                                 | Belgio                                                                | Qual. Mondiali 1986                                                   | -                                                                     | cap.                                                                  |
| 22-12-1984                                                            | Tirana                                                                | Albania                                                               | 2 – 0                                                                 | Belgio                                                                | Qual. Mondiali 1986                                                   | -                                                                     | cap.                                                                  |
| 27-3-1985                                                             | Bruxelles                                                             | Belgio                                                                | 2 – 0                                                                 | Grecia                                                                | Qual. Mondiali 1986                                                   | -                                                                     | cap.                                                                  |
| 1-5-1985                                                              | Bruxelles                                                             | Belgio                                                                | 2 – 0                                                                 | Polonia                                                               | Qual. Mondiali 1986                                                   | -                                                                     | cap.                                                                  |
| 11-9-1985                                                             | Cracovia                                                              | Polonia                                                               | 0 – 0                                                                 | Belgio                                                                | Qual. Mondiali 1986                                                   | -                                                                     |                                                                       |
| 16-10-1985                                                            | Anversa                                                               | Belgio                                                                | 1 – 0                                                                 | Paesi Bassi                                                           | Qual. Mondiali 1986                                                   | -                                                                     | cap.                                                                  |
| 20-11-1985                                                            | Rotterdam                                                             | Paesi Bassi                                                           | 2 – 1                                                                 | Belgio                                                                | Qual. Mondiali 1986                                                   | -                                                                     | cap.                                                                  |
| 23-4-1986                                                             | Bruxelles                                                             | Belgio                                                                | 2 – 0                                                                 | Bulgaria                                                              | Amichevole                                                            | -                                                                     | cap.                                                                  |
| 19-5-1986                                                             | Bruxelles                                                             | Belgio                                                                | 1 – 3                                                                 | Jugoslavia                                                            | Amichevole                                                            | -                                                                     | cap.                                                                  |
| 3-6-1986                                                              | Città del Messico                                                     | Messico                                                               | 2 – 1                                                                 | Belgio                                                                | Mondiali 1986 - 1º turno                                              | -                                                                     | cap.                                                                  |
| 8-6-1986                                                              | Toluca                                                                | Belgio                                                                | 2 – 1                                                                 | Iraq                                                                  | Mondiali 1986 - 1º turno                                              | -                                                                     | cap.                                                                  |
| 11-6-1986                                                             | Toluca                                                                | Paraguay                                                              | 2 – 2                                                                 | Belgio                                                                | Mondiali 1986 - 1º turno                                              | -                                                                     | cap.                                                                  |
| 15-6-1986                                                             | León                                                                  | Belgio                                                                | 4 – 3 dts                                                             | Unione Sovietica                                                      | Mondiali 1986 - Ottavi di finale                                      | 1                                                                     | cap.                                                                  |
| 22-6-1986                                                             | Puebla de Zaragoza                                                    | Belgio                                                                | 1 – 1 dts (5 – 4 dtr)                                                 | Spagna                                                                | Mondiali 1986 - Quarti di finale                                      | 1                                                                     | cap.                                                                  |
| 25-6-1986                                                             | Città del Messico                                                     | Argentina                                                             | 2 – 0                                                                 | Belgio                                                                | Mondiali 1986 - Semifinale                                            | -                                                                     | cap.                                                                  |
| 28-6-1986                                                             | Puebla de Zaragoza                                                    | Belgio                                                                | 2 – 4                                                                 | Francia                                                               | Mondiali 1986 - Finale 3º posto                                       | 1                                                                     | cap.                                                                  |
| 10-9-1986                                                             | Bruxelles                                                             | Belgio                                                                | 2 – 2                                                                 | Irlanda                                                               | Qual. Euro 1988                                                       | -                                                                     | cap.                                                                  |
| 14-10-1986                                                            | Lussemburgo                                                           | Lussemburgo                                                           | 0 – 6                                                                 | Belgio                                                                | Qual. Euro 1988                                                       | 1                                                                     | cap.                                                                  |
| 19-11-1986                                                            | Bruxelles                                                             | Belgio                                                                | 1 – 1                                                                 | Bulgaria                                                              | Qual. Euro 1988                                                       | -                                                                     | cap.                                                                  |
| 4-2-1987                                                              | Braga                                                                 | Portogallo                                                            | 1 – 0                                                                 | Belgio                                                                | Amichevole                                                            | -                                                                     | cap.                                                                  |
| 29-4-1987                                                             | Dublino                                                               | Irlanda                                                               | 0 – 0                                                                 | Belgio                                                                | Qual. Euro 1988                                                       | -                                                                     | cap.                                                                  |
| 9-9-1987                                                              | Rotterdam                                                             | Paesi Bassi                                                           | 0 – 0                                                                 | Belgio                                                                | Amichevole                                                            | -                                                                     | cap.                                                                  |
| 14-10-1987                                                            | Glasgow                                                               | Scozia                                                                | 2 – 0                                                                 | Belgio                                                                | Qual. Euro 1988                                                       | -                                                                     | cap.                                                                  |
| 11-11-1987                                                            | Bruxelles                                                             | Belgio                                                                | 3 – 0                                                                 | Lussemburgo                                                           | Qual. Euro 1988                                                       | 1                                                                     | cap.                                                                  |
| 19-1-1988                                                             | Ramat Gan                                                             | Israele                                                               | 2 – 3                                                                 | Belgio                                                                | Amichevole                                                            | -                                                                     | cap.                                                                  |
| 26-3-1988                                                             | Bruxelles                                                             | Belgio                                                                | 3 – 0                                                                 | Ungheria                                                              | Amichevole                                                            | 1                                                                     | cap.                                                                  |
| 5-6-1988                                                              | Odense                                                                | Danimarca                                                             | 3 – 1                                                                 | Belgio                                                                | Amichevole                                                            | 1                                                                     | cap.                                                                  |
| 12-10-1988                                                            | Anversa                                                               | Belgio                                                                | 1 – 2                                                                 | Brasile                                                               | Amichevole                                                            | -                                                                     | cap.                                                                  |
| 19-10-1988                                                            | Bruxelles                                                             | Belgio                                                                | 1 – 0                                                                 | Svizzera                                                              | Qual. Mondiali 1990                                                   | -                                                                     | cap.                                                                  |
| 15-2-1989                                                             | Lisbona                                                               | Portogallo                                                            | 1 – 1                                                                 | Belgio                                                                | Qual. Mondiali 1990                                                   | -                                                                     | cap.                                                                  |
| 29-4-1989                                                             | Bruxelles                                                             | Belgio                                                                | 2 – 1                                                                 | Cecoslovacchia                                                        | Qual. Mondiali 1990                                                   | -                                                                     | cap.                                                                  |
| 27-5-1989                                                             | Bruxelles                                                             | Belgio                                                                | 1 – 0                                                                 | Jugoslavia                                                            | Amichevole                                                            | -                                                                     | cap.                                                                  |
| 1-6-1989                                                              | Lussemburgo                                                           | Lussemburgo                                                           | 0 – 5                                                                 | Belgio                                                                | Qual. Mondiali 1990                                                   | -                                                                     | cap.                                                                  |
| 8-6-1989                                                              | Ottawa                                                                | Canada                                                                | 0 – 2                                                                 | Belgio                                                                | Amichevole                                                            | 1                                                                     | cap.                                                                  |
| 23-8-1989                                                             | Wembley                                                               | Belgio                                                                | 3 – 0                                                                 | Danimarca                                                             | Amichevole                                                            | 2                                                                     | cap.                                                                  |
| 6-9-1989                                                              | Bruxelles                                                             | Belgio                                                                | 3 – 0                                                                 | Portogallo                                                            | Qual. Mondiali 1990                                                   | 1                                                                     | cap.                                                                  |
| 11-10-1989                                                            | Basilea                                                               | Svizzera                                                              | 2 – 2                                                                 | Belgio                                                                | Qual. Mondiali 1990                                                   | -                                                                     | cap.                                                                  |
| 25-10-1989                                                            | Bruxelles                                                             | Belgio                                                                | 1 – 1                                                                 | Lussemburgo                                                           | Qual. Mondiali 1990                                                   | -                                                                     | cap.                                                                  |
| 17-1-1990                                                             | Amarousio                                                             | Grecia                                                                | 2 – 0                                                                 | Belgio                                                                | Amichevole                                                            | -                                                                     | cap.                                                                  |
| 21-2-1990                                                             | Bruxelles                                                             | Belgio                                                                | 0 – 0                                                                 | Svezia                                                                | Amichevole                                                            | -                                                                     | cap.                                                                  |
| 26-5-1990                                                             | Bruxelles                                                             | Belgio                                                                | 2 – 2                                                                 | Romania                                                               | Amichevole                                                            | -                                                                     |                                                                       |
| 12-6-1990                                                             | Verona                                                                | Belgio                                                                | 2 – 0                                                                 | Corea del Sud                                                         | Mondiali 1990 - 1º turno                                              | -                                                                     |                                                                       |
| 17-6-1990                                                             | Verona                                                                | Uruguay                                                               | 1 – 3                                                                 | Belgio                                                                | Mondiali 1990 - 1º turno                                              | 1                                                                     | cap.                                                                  |
| 21-6-1990                                                             | Verona                                                                | Spagna                                                                | 2 – 1                                                                 | Belgio                                                                | Mondiali 1990 - 1º turno                                              | -                                                                     | cap.                                                                  |
| 26-6-1990                                                             | Bologna                                                               | Belgio                                                                | 0 – 1                                                                 | Inghilterra                                                           | Mondiali 1990 - Ottavi di finale                                      | -                                                                     | cap.                                                                  |
| 19-9-1990                                                             | Bruxelles                                                             | Belgio                                                                | 0 – 2                                                                 | Germania Ovest                                                        | Amichevole                                                            | -                                                                     | cap.                                                                  |
| 17-10-1990                                                            | Cardiff                                                               | Galles                                                                | 3 – 1                                                                 | Belgio                                                                | Qual. Euro 1992                                                       | -                                                                     | cap.                                                                  |
| 12-2-1991                                                             | Terni                                                                 | Italia                                                                | 0 – 0                                                                 | Belgio                                                                | Amichevole                                                            | -                                                                     | cap.                                                                  |
| 27-2-1991                                                             | Anderlecht                                                            | Belgio                                                                | 3 – 0                                                                 | Lussemburgo                                                           | Qual. Euro 1992                                                       | 1                                                                     | cap.                                                                  |
| Totale                                                                |                                                                       | Presenze (9º posto)                                                   | 96                                                                    |                                                                       | Reti (11º posto)                                                      | 23                                                                    |                                                                       |

## Palmarès

### Giocatore

#### Club
- Campionato belga: 4

Club Bruges: 1979-1980, 1987-1988, 1989-1990, 1991-1992
- Coppa del Belgio: 2

Club Bruges: 1985-1986, 1990-1991
- Supercoppa del Belgio: 5

Club Bruges: 1980, 1986, 1988, 1990, 1991

#### Individuale
- Calciatore dell'anno del campionato belga: 3

1980, 1985, 1986

### Allenatore
- Coppa del Belgio: 1

Westerloo: 2000-2001
- Supercoppa belga: 1

Club Brugge: 2005